# Érostrate

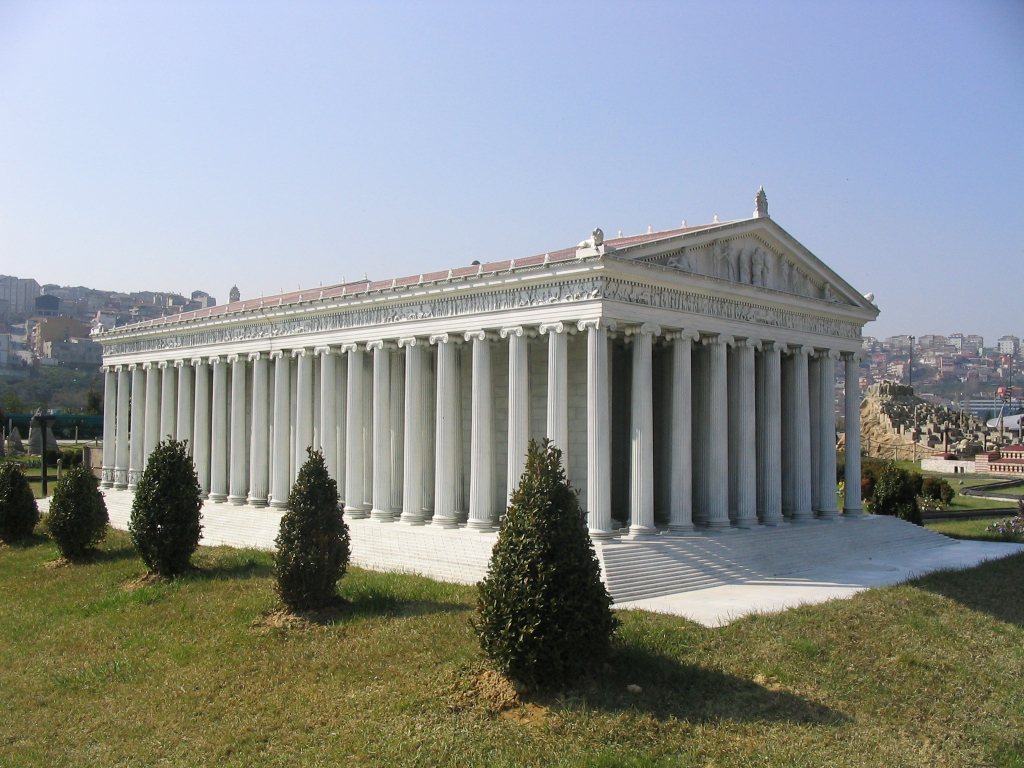
Reconstitution du temple d'Artémis à Éphèse (Miniatürk, Turquie).

Érostrate ou Hérostrate (en grec ancien Ἡρόστρατος / Hêróstratos qui signifie littéralement Armée d'Héra,) est l'incendiaire du temple d'Artémis à Éphèse, considéré comme l'une des Sept Merveilles du monde  antique.

## Biographie
Le 21 juillet 356 av. J.-C., Érostrate cause volontairement un incendie qui détruit totalement le temple d'Artémis à Éphèse. Selon Plutarque, l'événement a lieu le jour même de la naissance d'Alexandre le Grand, ce qui inspire à Hégésias de Magnésie, auteur d'une biographie du conquérant, le commentaire suivant : « On comprend que le temple ait brûlé, puisque Artémis était occupée à mettre Alexandre au monde ! »
Interrogé sous la torture, Érostrate avoue les motivations de son geste : il cherche à tout prix la célébrité et n'a pas d'autre moyen d'y parvenir. Les Éphésiens interdisent alors à jamais que son nom soit cité. L’historien Théopompe le mentionne néanmoins dans ses Helléniques ; il est repris sur ce point par Strabon, Élien et Solinus qui font passer le nom d'Érostrate à la postérité.
Dans sa nouvelle Érostrate, publiée dans le recueil Le Mur (1939), Jean-Paul Sartre résume l'histoire en quelques lignes :

« — Je le connais votre type, me dit-il. Il s'appelle Érostrate. Il voulait devenir illustre et il n'a rien trouvé de mieux que de brûler le temple d'Éphèse, une des Sept Merveilles du monde.

— Et comment s'appelait l'architecte de ce temple ?

— Je ne me rappelle plus, confessa-t-il, je crois même qu'on ne sait pas son nom.

— Vraiment ? Et vous vous rappelez le nom d'Érostrate ? Vous voyez qu'il n'avait pas fait un si mauvais calcul. »

Problématisant la peine qui échut à Érostrate et exploitant les différents fragments antiques qui, en dépit de l'interdiction, évoquent sa biographie, Alain Nadaud lui a consacré un roman, La Mémoire d'Érostrate. De son côté, Marcel Schwob lui a consacré l’une de ses Vies imaginaires, en faisant de lui une espèce de mégalomane obsédé par le désir de postérité.